# ルーカス・グラビール
ルーカス・グラビール（Lucas Stephen Grabeel、1984年11月23日 - ）はアメリカ合衆国の俳優・歌手。ミズーリ州スプリングフィールド出身。

## プロフィール
学校ではさまざまな演劇に出演。スプリングフィールドの高校を卒業した後、ロサンゼルスに移り、2004年の『ハロウィーンタウン3（Halloweentown High）』でデビューした。2006年『ハイスクール・ミュージカル』のライアン・エヴァンス（Ryan Evans）役でブレイク。
同じく2006年『ハロウィーンタウン4（Return to Halloweentown）』が放送された後、ハイスクール・ミュージカルコンサートに参加。2007年8月にアメリカで『ハイスクール・ミュージカル2』が放送された。
この他にもドラマ『ボストン・リーガル（Boston Legal）』、『ヴェロニカ・マーズ（Veronica Mars）』等にゲスト出演し、『ヤング・スーパーマン』では若き日のレックス・ルーサーを演じた。
また映画ではアリソン・ストーナー、ルーク・ペリー、ペニー・マーシャルと共演した『アリスは悩める転校生』、コメディである主演映画『The Adventures of Food Boy』、『College Road Trip』、『ハイスクール・ミュージカル ザ・ムービー』に出演した。

## 音楽

### サウンド・トラック
- High School Musical: The Soundtrack (2006)
- The Fox and the Hound 2: The Soundtrack / You Know I Will (2006)
- DisneyMania 5 / Go the Distance (2007)
- High School Musical 2: The Soundtrack (2007)
- Disney Channel Holiday / Let It Snow (2007)
- Alice upside down: The Soundtrack / Jenny Got A Fever(2007)

### シングル
- You Got It (2007)
- Trash Talkin（2008）

### アルバム
- Sunshine (2011)

## 主な出演作品
映画
- ハロウィーンタウン3 カーニバルは大騒動
- ハロウィーンタウン4 ウィッチ大学へようこそ Return to Halloweentown (2006)
- ハイスクール・ミュージカル High School Musical (2006)
- シャーペイのファビュラスアドベンチャー (2006)
- ハイスクール・ミュージカル2 High School Musical 2 (2007)
- アリスは悩める転校生 Alice Upside Down (2007)
- ザ・リアル・サン The Real Son (2008)
- ロード・トリップ パパは誰にも止められない! College Road Trip (2008)
- The Adventures of Food Boy (2008)
- ハイスクール・ミュージカル ザ・ムービー High School Musical 3: Senior Year (2008)
- ミルク Milk (2008)
- Lock and Roll Forever (2009)
- Smoke Break (2009)
- The Legend of the Dancing Ninja (2009)
- I Kissed a Vampire (2010)
- 若草物語 Little Women (2018)

ドラマ
- スイッチ 〜運命のいたずら〜  Switched at Birth (2011)